# Frida Nevalainen
Frida Nevalainen (née le 27 janvier 1987 à Umeå) est une joueuse suédoise de hockey sur glace qui a évolué en ligue élite féminine en tant que défenseure . Elle a remporté une médaille d'argent olympique aux Jeux olympiques de 2006 à Turin. Elle a également remporté deux médailles de bronze aux championnats du monde. 
Elle est la sœur jumelle de Patrik Nevalainen.

## Biographie

### Carrière en club
Elle a été formée au IF Björklöven. En 2004, elle rejoint MoDo Hockey.

### Carrière internationale
Elle représente la Suède en senior depuis 2005. Elle a participé aux Jeux olympiques de 2006 pour un bilan d'une médaille d'argent.

## Statistiques de carrière

### En club
| Saison    | Équipe            | Ligue               |                            | Saison régulière           | Saison régulière           | Saison régulière           | Saison régulière           | Saison régulière           |                            | Séries éliminatoires       | Séries éliminatoires       | Séries éliminatoires       | Séries éliminatoires | Séries éliminatoires |
| Saison    | Équipe            | Ligue               | PJ                         | B                          | A                          | Pts                        | Pun                        | PJ                         | B                          | A                          | Pts                        | Pun                        |                      |                      |
| 2001-2002 | IF Björklöven     | Division 1 féminine | Statistiques indisponibles | Statistiques indisponibles | Statistiques indisponibles | Statistiques indisponibles | Statistiques indisponibles | 3                          | 0                          | 0                          | 0                          | 6                          |                      |                      |
| 2002-2003 | MODO Hockey       | Division 1 féminine | Statistiques indisponibles | Statistiques indisponibles | Statistiques indisponibles | Statistiques indisponibles | Statistiques indisponibles | 5                          | 1                          | 1                          | 2                          | 4                          |                      |                      |
| 2003-2004 | MODO Hockey       | Division 1 féminine | Statistiques indisponibles | Statistiques indisponibles | Statistiques indisponibles | Statistiques indisponibles | Statistiques indisponibles | 5                          | 1                          | 2                          | 3                          | 6                          |                      |                      |
| 2004-2005 | IF Björklöven J18 | J18 Elit            | Statistiques indisponibles | Statistiques indisponibles | Statistiques indisponibles | Statistiques indisponibles | Statistiques indisponibles | Statistiques indisponibles | Statistiques indisponibles | Statistiques indisponibles | Statistiques indisponibles | Statistiques indisponibles |                      |                      |
| 2004-2005 | MODO Hockey       | Division 1 féminine | Statistiques indisponibles | Statistiques indisponibles | Statistiques indisponibles | Statistiques indisponibles | Statistiques indisponibles | 5                          | 2                          | 2                          | 4                          | 2                          |                      |                      |
| 2005-2006 | MODO Hockey       | Division 1 féminine | Statistiques indisponibles | Statistiques indisponibles | Statistiques indisponibles | Statistiques indisponibles | Statistiques indisponibles | 5                          | 1                          | 3                          | 4                          | 10                         |                      |                      |
| 2006-2007 | MODO Hockey       | Division 1 féminine | Statistiques indisponibles | Statistiques indisponibles | Statistiques indisponibles | Statistiques indisponibles | Statistiques indisponibles | 3                          | 1                          | 3                          | 4                          | 10                         |                      |                      |
| 2007-2008 | MODO Hockey       | SDHL                | 14                         | 2                          | 14                         | 16                         | 16                         | 4                          | 0                          | 2                          | 2                          | 4                          |                      |                      |
| 2008-2009 | MODO Hockey       | SDHL                | 17                         | 3                          | 6                          | 9                          | 22                         | 7                          | 1                          | 6                          | 7                          | 16                         |                      |                      |
| 2009-2010 | MODO Hockey       | SDHL                | 16                         | 4                          | 6                          | 10                         | 14                         | 5                          | 0                          | 1                          | 1                          | 4                          |                      |                      |
| 2010-2011 | HK Tornado        | Russie              | Statistiques indisponibles | Statistiques indisponibles | Statistiques indisponibles | Statistiques indisponibles | Statistiques indisponibles | Statistiques indisponibles | Statistiques indisponibles | Statistiques indisponibles | Statistiques indisponibles | Statistiques indisponibles |                      |                      |
| 2011-2012 | HK SKIF           | Russie              | Statistiques indisponibles | Statistiques indisponibles | Statistiques indisponibles | Statistiques indisponibles | Statistiques indisponibles | Statistiques indisponibles | Statistiques indisponibles | Statistiques indisponibles | Statistiques indisponibles | Statistiques indisponibles |                      |                      |
| 2012-2013 | Segeltorps IF     | SDHL                | 16                         | 5                          | 5                          | 10                         | 22                         | 2                          | 0                          | 0                          | 0                          | 0                          |                      |                      |

### En équipe nationale
| Année | Équipe | Compétition          |   | PJ | B | A | Pts | Pun | +/-                |  | Résultat |
| 2004  | Suède  | Championnat du monde | 5 | 0  | 1 | 1 | 12  | +2  | Quatrième place    |  |          |
| 2005  | Suède  | Championnat du monde | 5 | 1  | 0 | 1 | 2   | +3  | Médaille de bronze |  |          |
| 2006  | Suède  | Jeux olympiques      | 5 | 0  | 2 | 2 | 6   | +2  | Médaille d'argent  |  |          |
| 2007  | Suède  | Championnat du monde | 5 | 0  | 1 | 1 | 2   | +3  | Médaille de bronze |  |          |
| 2008  | Suède  | Championnat du monde | 4 | 0  | 0 | 0 | 4   | +3  | Cinquième place    |  |          |
| 2009  | Suède  | Championnat du monde | 5 | 1  | 3 | 4 | 4   | +5  | Quatrième place    |  |          |
| 2010  | Suède  | Jeux olympiques      | 5 | 0  | 1 | 1 | 6   | -6  | Quatrième place    |  |          |
| 2011  | Suède  | Championnat du monde | 5 | 2  | 0 | 2 | 8   | 0   | Cinquième place    |  |          |
| 2012  | Suède  | Championnat du monde | 5 | 0  | 2 | 2 | 2   | +1  | Cinquième place    |  |          |
| 2013  | Suède  | Championnat du monde | 5 | 0  | 0 | 0 | 2   | +4  | Septième place     |  |          |